# Cratere Handlová
Handlová  è un cratere sulla superficie di Marte.